# Cambs
Cambs ist eine Gemeinde im Landkreis Ludwigslust-Parchim in Mecklenburg-Vorpommern und gehört mit weiteren 16 Gemeinden zum Amt Crivitz.

## Geografie
Die Gemeinde Cambs liegt elf Kilometer nordöstlich von Schwerin auf einer seenreichen Grundmoränenfläche zwischen dem Schweriner See und der oberen Warnow. Auf dem Gemeindegebiet befinden sich drei größere Seen: der vier Kilometer lange, s-förmige Cambser See, der Weiße See und der Schwarze See. Am Nordufer des Weißen Sees befindet sich das Feuchtgebiet Große Wiese. Höchster Punkt im Gemeindegebiet ist der Homberg im Nordosten mit 98,7 m ü. NHN.

### Gemeindegliederung
Zur Gemeinde Cambs gehören die Ortsteile Ahrensboek, Brahlstorf, Cambs, Karnin und Kleefeld.

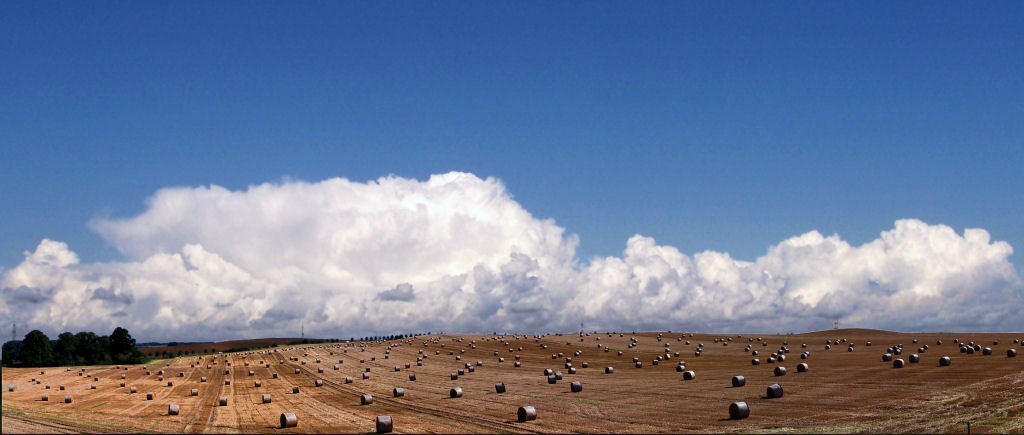
Landschaft an der A 14 bei Cambs (2007)

## Geschichte
Die Gegend östlich des mittleren Schweriner Sees befand sich lange Zeit im Besitz der Adelsfamilien von Preen, von Stralendorff, von Halberstadt und von Plessen.
Der in Mecklenburg mehrfach vorkommende Name wird auf das altslawische kapa zurückgeführt und bedeutet Auf eine Flußinsel. Diese Bezeichnung bezieht sich auf die ursprüngliche Lage des Rittersitzes Cambs auf einer nahezu unangreifbaren, von Wasser und Sumpf umgebenen Halbinsel des gleichnamigen Sees.

### Cambs
Um 1331 hatten Johann, Georg und Gottschalk von Preene sowie Albern Bonsack und Hartwig Ramekendorp (Rankendorf) Besitz und Rechte im Dorf Kamptze an einer nördlichen Bucht des Cambser Sees. Später wurden die von Stralendorff und ab 1504 die von Halberstadt als Besitzer auf Cambs, Leezen und Langen-Brütz genannt.

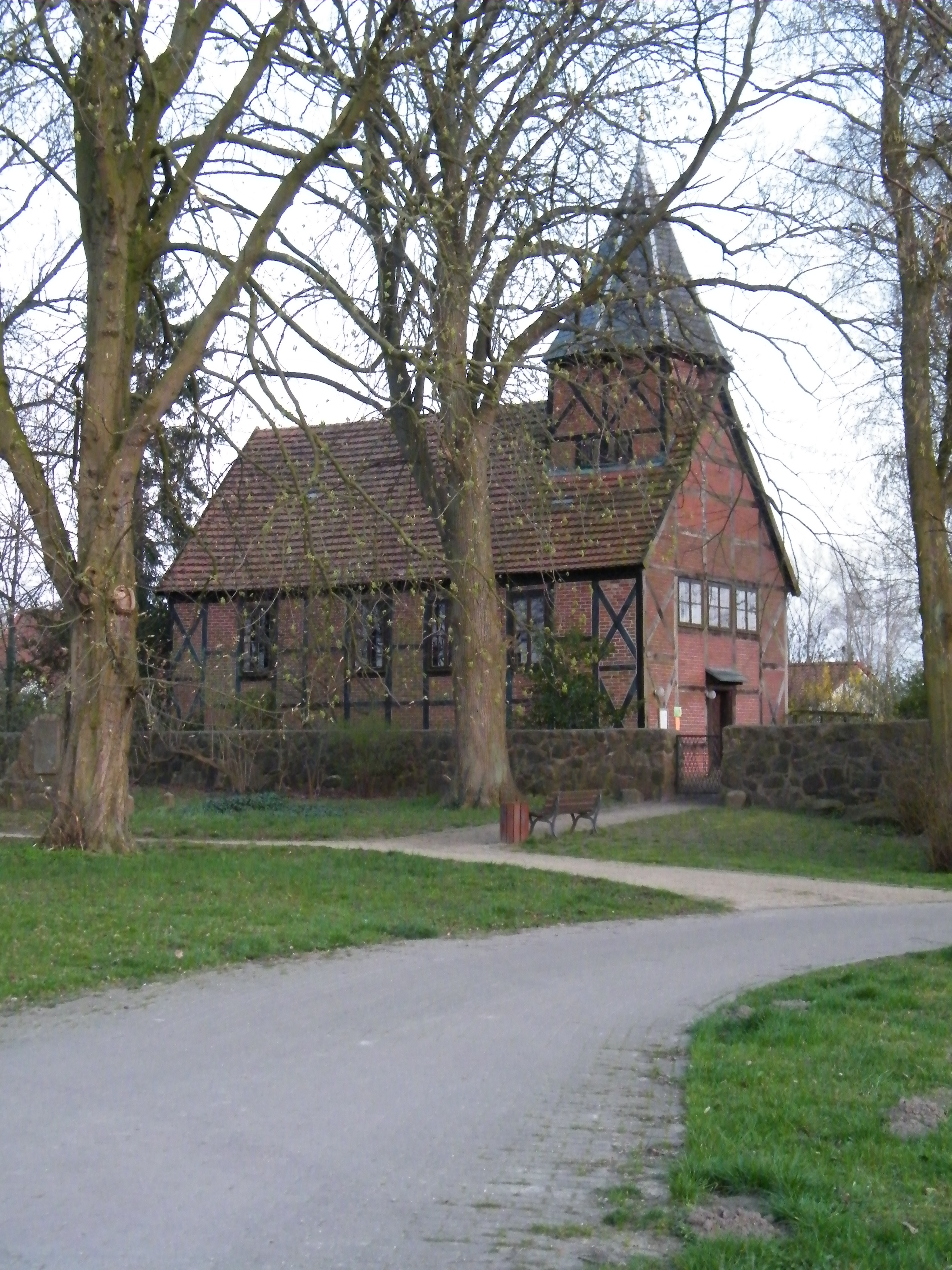
Kirche von Cambs (2009)

Nach dem Dreißigjährigen Krieg wurden die stark beschädigten Gebäude auf der Halbinsel abgerissen und an der nördlichen Seite des Cambser Sees ein neues Herrenhaus gebaut.
Die von Halberstadt verkauften 1653 ihren verschuldeten Besitz an Oberst Helmuth von Plessen, dessen Mutter Armgard eine geborene von Halberstadt war, für 48 552 Gulden. 1659 leistete Oberst Helmuth von Plessen den Lehnseid über das erstandene Lehngut Cambs. 1696, zwei Jahre nach seinem Tode, gehörten zu Cambs als Nebengüter Karnin, Zittow, die Meierei Liessow, ein Anteil in Buchholz, die Mühle in Langen Brütz und ein sonst mit Raben Steinfeld verbundener Bauernhof in Zittow. Außerdem hatten die Erben des Obersts von Plessen das jus reluendi (Einlösungsrecht) von Neuhof und Ventschow. Sein Sohn, der spätere Geheime Rath Dietrich Joachim von Plessen, war mit Eleonore Gertrud von Lepel, einer Tochter des Burchard Hartwig von Lepel auf Grambow, vermählt und starb 1733.
Cambs war mit seinem Gut, einer Poststation, der Schule, Mühle, Schmiede und dem Krug lange Zeit der Hauptort dieser Gegend. Zum Cambser Gut gehörte in dieser Zeit auch das Patronatsrecht über die Cambser Kapelle, die Kirchen von Zittow und von Langen Brütz. Mit dem Gut war damals ebenfalls die Gerichtsbarkeit der Besitzungen verbunden, daher hatte das Cambser Gericht mit einem eigenen Gerichtssiegel eine besondere Bedeutung. Von 1780 bis 1790 dauerte der Prozess des Pastors Riedel zu Holzendorf gegen die verwitwete Generalmajorin von Plessen auf Cambs und Müsselmow wegen der zu bestimmenden Pacht für den von ihr in Besitz genommenen Pfarracker.
Bis 1795 blieb Cambs Plessen'scher Besitz.
Von 1795 bis 1815 ist Legations- und Hofrat Bernhard Jakob Daniel von Neumann aus Güstrow Rechtsnachfolger. Das Gutshaus wurde um 1800 errichtet. Das 52 Meter lange und 14 Meter breite Gutshaus ist ein eingeschossiger und neunachsiger Putzbau mit Mansarddach über einem durch ein kräftiges Gesims abgesetzten Keller.
Als Neumann 1815 in Konkurs ging, erwarb Joachim Heinrich Neuendorff von den Gläubigern das Gut. Schon 1818 ging der Besitz an Johann Peter Heinrich Diestel, der das Gut Cambs wieder zur wirtschaftlichen Blüte führte und die Schäferei Ahrensboek zu einem selbständigen Gut ausbaute. Von 1855 auf 1856 ließ Diestel die heutige kleine Fachwerkkirche erbauen. Die Gutsanlage liegt nördlich des Cambser Sees, der den Landschaftspark nach Osten abschließt; die Kapelle steht südwestlich und in Sicht des Herrenhauses. Das Gut Cambs blieb über drei Generationen im Besitz der Familie Diestel, bis es 1905 an Christian Thormann verkauft wurde. Bereits im selben Jahr wurde Heinrich Schack, Pächter des Gutes Groß Medewege bei Schwerin, neuer Eigentümer. 1906 erhielt das Gutshaus durch Umbauarbeiten seine jetzige Gestalt mit dem Wintergarten an der Südseite und großer Terrasse. Auch einige der Dorfkaten ließ Schack abreißen und neu erbauen. Als 1913 der Hamburger Geschäftsmann Paul Hildebrandt Cambs übernahm, ließ er im Ort die alten Katen abreißen und neue Häuser mit elektrischem Strom bauen. In den 1930er Jahren wurde dem Gutshaus an der Westseite noch ein Anbau im klassizistischen Stil angefügt. Die Oberaufsicht der Güter oblag den Landwirten von Puttkamer und Böbs als Inspektoren. In Cambs gab es eine Schweinezucht und auf dem Gut befanden sich 120 Kühe und 80 Ackerpferde.
Besitzerfolge
- 1504 Familie von Halberstadt
- 1657 Helmuth von Plessen
- 1711 Dietrich Joachim von Plessen
- 1795 Bernhard Jacob Daniel von Neumann, Pächter: Ernst Carl Friedrich Wien
- 1815 Joachim Heinrich Neuendorff
- 1818 Johann Peter Heinrich Diestel
- 1905 Heinrich Schack
- 1913 Paul Hildebrandt (auch Ahrensboek)

Cambser See
Die aus Langen Brütz und die Cambser stritten sich um den Cambser See. Der liegt ja genau zwischen den Dörfern. Schließlich fällte der Landesherr eine Entscheidung. Der See soll solange zu Cambs gehören, wie Wasser darin ist. Wenn aber das Wasser versiegen sollte, fällt der Grund an Langen Brütz.
Unfall am Cambser Gericht
Einst fuhr ein reicher Parchimer Kaufmann mit seinem hochbepackten Wagen auf Wismar zu. Nur mit Mühe brachten die vier Pferde den schweren Wagen auf dem vom Regen aufgeweichten Weg voran. Schon tauchten die alten Eichen des Cambser Gerichtsberges auf und man hörte die Mittagsglocken von der Zittower Kirche herüberklingen. Kaum waren diese verklungen, brach das Hinterrad des Wagens entzwei. An eine Reparatur war an Ort und Stelle nicht zu denken und ein Ersatzrad nicht vorhanden. Da sprengte ein Reiter in prächtiger Kleidung heran und besah sich den Schaden. Im Nu richtete er den Wagen auf, setzte Felgen und Speichen zusammen und schob das Rad wieder auf die Achse. Ehe sich der Fuhrmann versah, war der schweigsame Fremde verschwunden und niemand hat ihn je wieder gesehen.

### Ahrensboek
Der Name Ahrensboek bedeutet Ahrens Buche. Schon Ende des 17. Jahrhunderts wurde eine Meierei Liessow als Nebengut von Cambs genannt. Diese Meierei wurde um 1700 in eine Schäferei umgewandelt, die 1704 als Cambser Vorwerk bezeichnet wurde, auf der ein Schäfer lebte. Seit 1707 bürgerte sich der Name Cambser Schäferei ein, für die anlässlich eines Sterbefalls im Oktober 1735 erstmals die Bezeichnung Ahrensboek verwandt wurde. Ahrensboek blieb weiterhin Schäferei und Meierei des Gutes Cambs, neben dem später noch ein Wirtschaftshof errichtet wurde. Dieser wurde unter der Familie Diestel zu einem kleinen selbständigen Gut ausgebaut.
Zum Gutshaus führt eine Lindenallee und Reste des ehemaligen Parks sind noch erhalten. Die Nebengebäude mit der Giebelinschrift J. D. 1848 (Johannes Diestel) wurden nach 1945 zu Wohnungen umgebaut. Die Gutsanlage mit 373 Hektar Land war seit 1817 im Besitz der Familie Diestel. Die Familie Diestel erwarb bis 1889 elf Güter. 1913 hatte Ewald Bischoff auf dem Gut 22 Pferde, 98 Rinde, 12 Ochsen, 48 Milchkühe, 70 Schweine und eine eigene elektrische Anlage.
Am 1. Juli 1950 wurde die bis dahin eigenständige Gemeinde nach Cambs eingemeindet.
Besitzerfolge
- 1817 Familie Diestel (auch Cambs)
- 1894 Johannes Diestel
- 1908 Christian Thormann (schon 1905 auf Cambs)
- 1924 Paul Hildebrandt (auch Cambs)

### Brahlstorf
Der Ortsname Brahlstorf, der in Mecklenburg mehrfach vorkommt, wird als Ort des Brala gedeutet. Der heutige Ortsteil von Cambs wurde bereits 1262 genannt, als der Schweriner Graf Gunzelin Bralizthorp dem Dom-Kapitel in Schwerin verkaufte. Bedeutsam war für den Ort 1707 die Errichtung einer Glashütte. 1719 wurde diese aufgegeben und im Osten von Brahlsorf eine größere neu errichtet. Es siedelten sich auch Handwerker an, darunter waren Weber, Schneider, Stoffschläger, Schuhmacher, Zimmerer und Maurer. Auch einen Dorfkrug gab es im Ort. 1711 erwarben die von Plessen Brahlstorf vom Herzog. Nachdem die Bedeutung der Glashütte in der zweiten Hälfte des 18. Jahrhunderts zurückgegangen war, legten die von Plessen 1792 die Bauern und bezogen die Bauten der Glashütte in das Gut mit ein. Die dortige Kapelle soll schon um 1750 abgebrochen worden sein.

### Karnin
Das Karninsche Feld wird 1587 erstmals in den Akten genannt. Auf diesem Flurstück zwischen Cambs und Brahlstorf entstand der Ort Carniehn oder auch Canien. Die dort lebenden Bauern wurden im 18. Jahrhundert gelegt. Vier von ihnen siedelten sich im Warnowtal bei der Riechenberger Mühle an und bildeten den Ort Neu-Karnin, mit dem sie als ritterschaftliche Pachtbauern an Brahlstorf und später an Kleefeld angeschlossen wurden.

### Kleefeld
Das ehemalige Rittergut wurde 1711 von der Familie von Plessen erworben. 1795 wurden von den von Plessen neben den Cambser auch ihre Brahlstorfer Begüterungen an den Legitationsrat Behrend Jacob Daniel von Neumann verkauft, der diesem Gutshof den Namen Kleefeld gab. Das dazugehörige Gutsarbeiterdorf wurde unter dem alten Namen Brahlstorf weitergeführt.
Gutsanlage
Um 1800 wurde der gesamte Hof Kleefeld mit Herrenhaus und Wirtschaftsgebäuden am heutigen Standort im Dorf errichtet. Es entstanden dazu noch eine Holländerei, eine Schäferei, eine Schmiede und die Schule. Das Gutshaus ist ein zweigeschossiger und 11-achsiger Putzbau mit Walmdach und Gaubenbesatz von 1800. Veränderungen im Stil des Neobarock erfolgten 1890. Ursprünglich mit Dachgeschoss, hohen Portikus, mit Kolossalpilastern und Dreiecksgiebel. Heute mit Terrasse, Balkon und Erker. Links ein Seitenflügel mit sieben Achsen versetzt mit Gauben und Walmdach. Im Kavalierhaus an der Straße befinden sich heute Wohnungen und ein Restaurant.
Aufgrund der umfangreichen Bautätigkeit wurde eine Ziegelei angelegt. Dort befindet sich heute der große Parkplatz an der B 104 hinter Kleefeld in Richtung Brüel.
Auf dem Weißen See und Pragsee wurde verstärkt Fischfang betrieben. Die Wassermühle an der Warnow bei Langen Brütz wurde gründlich aufgebessert.
Neumann ging 1811 in Konkurs und das Gut Kleefeld wurde 1815 an Joachim Heinrich Nauendorf verkauft. 1840 erwarb die Familie von Henckel, die kinderlos blieb, das Gut und betrieb hier bis zur Auflösung 1888 ein bekanntes Araber- und Hannoveraner Gestüt. 1848 wurden Johann August Gerhard von Henckel und 1908 Gustav von Henkel mit Familie genannt. Der letzte Herr Henkel starb 1913 und wurde in der 1889 im Gutspark erbauten Grabkapelle (Mausoleum) beigesetzt. Das Gut wurde an die Haushälterin vererbt und durch den ehemaligen Inspektor Dittmar als Pächter weitergeführt. 1934 erwarb Johannes Bremer, der in Hamburg eine Margarinefabrik besaß, das Gut in Kleefeld mit 670 Hektar. Davon waren 450 Hektar Ackerland.
Nach der Enteignung 1945 wurde das Gut Kleefeld während der Bodenreform in 58 Siedlerstellen aufgeteilt und später als LPG weiter geführt. Nachkommen der Besitzer, Gösta R. J. Schaper erwarben nach der Wende das Gutsgelände und das Gutshaus zurück und richteten ein Ferienhotel ein. Das Gutshaus wird von der Familie Schaper seit 1996 wieder bewohnt und das Gut durch Pacht von Ackerflächen landwirtschaftlich wieder betrieben.

## Religion
23 % der Einwohner sind evangelisch, 6 % katholisch. Die Evangelischen in Cambs und ihre Kapelle gehören zur Kirchengemeinde Zittow-Retgendorf im Kirchenkreis Mecklenburg der Evangelisch-Lutherischen Kirche in Norddeutschland. Die Katholiken sind der Pfarrei St. Anna in Schwerin, Erzbistum Hamburg, zugeordnet.

## Politik

### Gemeindevertretung und Bürgermeister
Der Gemeinderat besteht aus acht Mitgliedern. Die Wahl zum Gemeinderat am 26. Mai 2019 hatte folgende Ergebnisse:
| Partei/Bewerber                   | Prozent | Sitze |
| --------------------------------- | ------- | ----- |
| Einzelbewerber Werk               | 15,7    | 1     |
| WG „Cambser Zukunft mitgestalten“ | 14,0    | 1     |
| Einzelbewerber Bloch-Hauff        | 13,7    | 1     |
| Einzelbewerberin Vandreier        | 11,7    | 1     |
| Bündnis 90/Die Grünen             | 11,5    | 1     |
| Einzelbewerber Hörr               | 11,4    | 1     |
| Einzelbewerber Andler-Grunwald    | 11,0    | 1     |
| Einzelbewerber Berckemeyer        | 10,9    | 1     |

Der Bürgermeister der Gemeinde ist Felix Rüß, der mit 185 zu 96 Stimmen die Stichwahl am 4. Juni 2023 für sich entscheiden konnte.

### Wappen
| Wappen von Cambs | Blasonierung: „Gespalten; vorn in Grün eine halbe ausgerissene, blattlose goldene Eiche am Spalt mit goldenen Früchten an den Zweigenden; hinten in Gold fünf blaue Fische pfahlweise.“ |
| Wappen von Cambs | Wappenbegründung: Die im Wappen enthaltene Eiche ist dem Siegelbild des ehemaligen Cambser Gerichtssiegels entlehnt, das bis ins 19. Jh. geführt wurde. Mit den Fischen sollen sowohl der Fischreichtum des Cambser Sees als auch von der Anzahl her die fünf Ortsteile der Gemeinde symbolisiert werden. Das Wappen wurde von dem Wismarer Roland Bornschein gestaltet. Es wurde am 15. November 1996 durch das Ministerium des Innern genehmigt und unter der Nr. 119 der Wappenrolle des Landes Mecklenburg-Vorpommern registriert. |

### Flagge
Die Gemeinde verfügt über keine amtlich genehmigte Flagge.

### Dienstsiegel
Das Dienstsiegel zeigt das Gemeindewappen mit der Umschrift „GEMEINDE CAMBS“.

## Sehenswürdigkeiten
- Dorfkirche in Cambs
- Gedenkstein Werner in Cambs

## Infrastruktur

### Öffentliche Einrichtungen

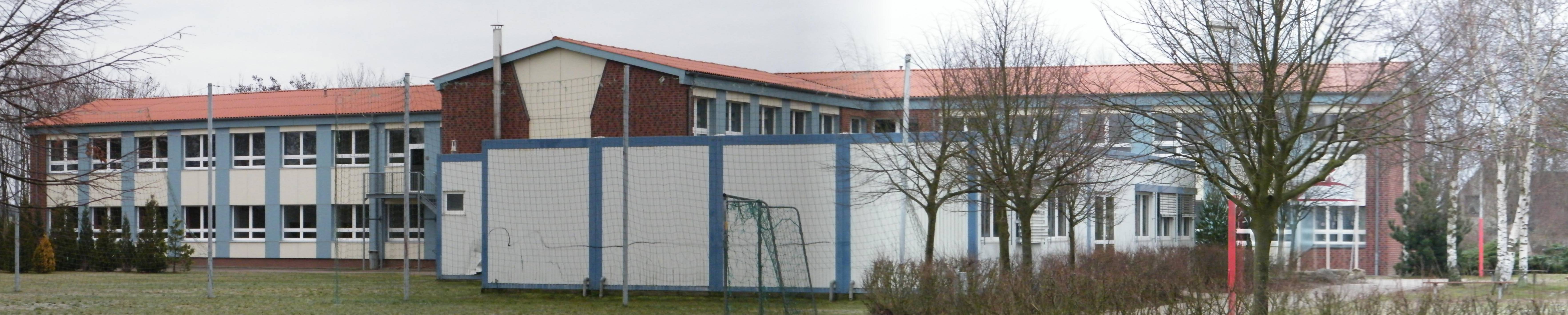
Verbundene Haupt- und Realschule Cambs (2008)

In Cambs befinden sich die Grundschule „Wilhelm Busch“, eine verbundene Haupt- und Realschule, eine Freiwillige Feuerwehr sowie ein Arzt und eine Rettungswache des DRK.
Der bestehende Kirchenbau ist 1855/56 in Fachwerk errichtet worden, wahrscheinlich als Nachfolger einer älteren Kapelle. Der kleine Rechteckbau wird durch einen quadratischen Dachturm über dem Westgiebel bekrönt.

### Verkehr
Die Gemeinde liegt direkt an der Bundesstraße 104 (Schwerin – Güstrow). Westlich des Ortes Cambs ist die Bundesautobahn 14 über die Anschlussstelle Schwerin-Nord erreichbar. Seit Fertigstellung eines Teilstücks im Dezember 2009 verbindet die A 14 die A 24 (Berlin – Hamburg) mit der Bundesautobahn 20, auch Ostseeautobahn genannt. Der nächste Bahnhof befindet sich in der Landeshauptstadt Schwerin.

## Persönlichkeiten
- Diedrich Joachim von Plessen (1670–1733), mecklenburgischer Landrat (1704), Wirklicher Geheimer Rat und Kammerpräsident (1712–1715)
- Helmuth von Plessen (1699–1761), königlich polnischer und kurfürstlich sächsischer Kammerherr, Wirklicher Geheimer Rat, Staatsminister und Gesandter beim Dänischen Hof
- Otto Wien (1799–1868), Gutsbesitzer und 1848 Abgeordneter im Vorparlament

### Gedruckte Quellen
- Mecklenburgisches Urkundenbuch (MUB)

### Ungedruckte Quellen
Landeshauptarchiv Schwerin (LHAS)
- LHAS 5.12-3/1 Mecklenburg-Schwerinsches Ministerium des Innern. Nr. 134445 Regulierung Tagelöhnerverhältnisse zu Cambs uns Ahrensboek 1848, 1849.
- LHAS 5.12-3/19 Großherzogliche Ansiedlungskommission. Nr. 11 Abtrennung aus dem Gut Cambs 1904–1906.
- LHAS 5.12-7/1 Mecklenburg-Schwerinsches Ministerium für Unterricht, Kunst, geistliche und Medizinalangelegenheiten. Nr. 7484 Beitreibung der geistlichen Hebungen 1923.
- LHAS 9.1-1 Reichskammergericht Prozeßakten 1495–1806.
  - Nr. 175 Generalmajor von Plessen auf Müsselmow, auf Cambs und auf Langen Brütz, Amt Schwerin 1769.
  - Nr. 469 Achim von Halberstadt macht falsche Angaben bei Einnahmen aus der Richenberger Mühle und bei Fischerei- und Holzgerechtigkeiten, 1567.
  - Nr. 612 Schuldverschreibung des Herzogs Heinrich IV. 1474 über 700 Gulden für Merten von Halberstadt auf Cambs.
  - Nr. 700 Joachim Detlev von Lehsten, preußischer Leutnant, klagt 1802 gegen Kammerherrn von Lehsten auf Cambs um Auszahlung von Geldern aus der ihm zustehenden Erbschaft.
  - Nr. 726 Schuldverschreibung des Legationsrat Bernhard Jacob Daniel von Neumann.

Landeskirchliches Archiv Schwerin (LKAS)
- LKAS, OKR Schwerin, Specialia Abt. 1. Nr. 195 Cambs, Kirchenkreis Schwerin, Kapelle Cambs 1819–2002.
- LKAS, OKR Schwerin, Specialia Abt. 4. Nr. 4 Kirchen- und Schulwege von Rampe und Cambs nach Zittow 1832–1835.
- LKAS, OKR Schwerin, Landessuperintendentur Schwerin, Specialia alt, Nr. 419 Schulen und Anstellung der Lehrer 1832–1917.

Kreisarchiv Nordwestmecklenburg
- N20-0146 Guts- und Herrenhäuser, Gutshaus Klefeld.